# Seznam dílů seriálu Fargo
Toto je seznam dílů seriálu Fargo. Americký černohumorný kriminální televizní seriál Fargo měl premiéru na americké stanici FX.

## Přehled řad
| Řada | Díly | Premiéra v USA | Premiéra v USA     |
| Řada | Díly | První díl      | Poslední díl       |
| ---- | ---- | -------------- | ------------------ |
| 1    | 10   | 15. dubna 2014 | 17. června 2014    |
| 2    | 10   | 12. října 2015 | 14. prosince 2015  |
| 3    | 10   | 19. dubna 2017 | 21. června 2017    |
| 4    | 11   | 27. září 2020  | 29. listopadu 2020 |

## Seznam dílů

### První řada (2014)
| Č. v seriálu | Č. v řadě | Původní název                  | Režie           | Scénář      | Premiéra v USA  | Prod. kód |
| ------------ | --------- | ------------------------------ | --------------- | ----------- | --------------- | --------- |
| 1            | 1         | The Crocodile's Dilemma        | Adam Bernstein  | Noah Hawley | 15. dubna 2014  | XFO01001  |
| 2            | 2         | The Rooster Prince             | Adam Bernstein  | Noah Hawley | 22. dubna 2014  | XFO01002  |
| 3            | 3         | A Muddy Road                   | Randall Einhorn | Noah Hawley | 29. dubna 2014  | XFO01003  |
| 4            | 4         | Eating the Blame               | Randall Einhorn | Noah Hawley | 6. května 2014  | XFO01004  |
| 5            | 5         | "The Six Ungraspables          | Colin Bucksey   | Noah Hawley | 13. května 2014 | XFO01005  |
| 6            | 6         | Buridan's Ass                  | Colin Bucksey   | Noah Hawley | 20. května 2014 | XFO01006  |
| 7            | 7         | Who Shaves the Barber?         | Scott Winant    | Noah Hawley | 27. května 2014 | XFO01007  |
| 8            | 8         | "The Heap                      | Scott Winant    | Noah Hawley | 3. června 2014  | XFO01008  |
| 9            | 9         | A Fox, a Rabbit, and a Cabbage | Matt Shakman    | Noah Hawley | 10. června 2014 | XFO01009  |
| 10           | 10        | Morton's Fork                  | Matt Shakman    | Noah Hawley | 17. června 2014 | XFO01010  |

### Druhá řada (2015)
| Č. v seriálu | Č. v řadě | Původní název                    | Režie                               | Scénář                                 | Premiéra v USA     | Prod. kód |
| ------------ | --------- | -------------------------------- | ----------------------------------- | -------------------------------------- | ------------------ | --------- |
| 11           | 1         | Waiting for Dutch                | Michael Uppendahl a Randall Einhorn | Noah Hawley                            | 12. října 2015     | XFO02001  |
| 12           | 2         | Before the Law                   | Noah Hawley                         | Noah Hawley                            | 19. října 2015     | XFO02002  |
| 13           | 3         | The Myth of Sisyphus             | Michael Uppendahl                   | Bob DeLaurentis                        | 26. října 2015     | XFO02003  |
| 14           | 4         | Fear and Trembling               | Michael Uppendahl                   | Steve Blackman                         | 2. listopadu 2015  | XFO02004  |
| 15           | 5         | The Gift of the Magi             | Jeffrey Reiner                      | Matt Wolpert a Ben Nedivi              | 9. listopadu 2015  | XFO02005  |
| 16           | 6         | Rhinoceros                       | Jeffrey Reiner                      | Noah Hawley                            | 6. listopadu 2015  | XFO02006  |
| 17           | 7         | Did you do this? No, you did it! | Keith Gordon                        | Noah Hawley, Matt Wolpert a Ben Nedivi | 23. listopadu 2015 | XFO02007  |
| 18           | 8         | Loplop                           | Keith Gordon                        | Bob DeLaurentis                        | 30. listopadu 2015 | XFO02008  |
| 19           | 9         | The Castle                       | Adam Arkin                          | Noah Hawley a Steve Blackman           | 7. prosince 2015   | XFO02009  |
| 20           | 10        | Palindrome                       | Adam Arkin                          | Noah Hawley                            | 14. prosince 2015  | XFO02010  |

### Třetí řada (2017)
| Č. v seriálu | Č. v řadě | Původní název                      | Režie             | Scénář                                 | Premiéra v USA  | Prod. kód |
| ------------ | --------- | ---------------------------------- | ----------------- | -------------------------------------- | --------------- | --------- |
| 21           | 1         | Law of Vacant Places               | Noah Hawley       | Noah Hawley                            | 19. dubna 2017  | XFO03001  |
| 22           | 2         | The Principle of Restricted Choice | Noah Hawley       | Michael Uppendahl                      | 26. dubna 2017  | XFO03002  |
| 23           | 3         | The Law of Non-Contradiction       | John Cameron      | Matt Wolpert a Ben Nedivi              | 3. května 2017  | XFO03003  |
| 24           | 4         | The Narrow Escape Problem          | Michael Uppendahl | Monica Beletsky                        | 10. května 2017 | XFO03004  |
| 25           | 5         | The House of Special Purpose       | Dearbhla Walsh    | Bob DeLaurentis                        | 17. května 2017 | XFO03005  |
| 26           | 6         | The Lord of No Mercy               | Dearbhla Walsh    | Noah Hawley                            | 24. května 2017 | XFO03006  |
| 27           | 7         | The Law of Inevitability           | Mike Barker       | Noah Hawley, Matt Wolpert a Ben Nedivi | 31. května 2017 | XFO03007  |
| 28           | 8         | Who Rules the Land of Denial?      | Mike Barker       | Noah Hawley a Monica Beletsky          | 7. června 2017  | XFO03008  |
| 29           | 9         | Aporia                             | Keith Gordon      | Noah Hawley a Bob DeLaurentis          | 14. června 2017 | XFO03009  |
| 30           | 10        | Somebody to Love                   | Keith Gordon      | Noah Hawley                            | 21. června 2017 | XFO03010  |

### Čtvrtá řada (2020)
| Č. v seriálu | Č. v řadě | Původní název                    | Režie             | Scénář                                                    | Premiéra v USA     | Prod. kód |
| ------------ | --------- | -------------------------------- | ----------------- | --------------------------------------------------------- | ------------------ | --------- |
| 31           | 1         | Welcome to the Alternate Economy | Noah Hawley       | Noah Hawley                                               | 27. září 2020      | XFO04001  |
| 32           | 2         | The Land of Taking and Killing   | Noah Hawley       | Noah Hawley                                               | 27. září 2020      | XFO04002  |
| 33           | 3         | Raddoppiarlo                     | Dearbhla Walsh    | Noah Hawley                                               | 4. října 2020      | XFO04003  |
| 34           | 4         | The Pretend War                  | Dearbhla Walsh    | Noah Hawley a Stefani Robinson                            | 11. října 2020     | XFO04004  |
| 35           | 5         | The Birthplace of Civilization   | Dana Gonzales     | Noah Hawley a Francesca Sloane                            | 18. října 2020     | XFO04005  |
| 36           | 6         | Camp Elegance                    | Dana Gonzales     | Noah Hawley, Enzo Mileti, Scott Wilson a Francesca Sloane | 25. října 2020     | XFO04011  |
| 37           | 7         | Lay Away                         | Dana Gonzales     | Noah Hawley, Enzo Mileti a Scott Wilson                   | 1. listopadu 2020  | XFO04006  |
| 38           | 8         | The Nadir                        | Sylvain White     | Noah Hawley, Enzo Mileti a Scott Wilson                   | 8. listopadu 2020  | XFO04007  |
| 39           | 9         | East/West                        | Michael Uppendahl | Noah Hawley a Lee Edward Colston II                       | 15. listopadu 2020 | XFO04008  |
| 40           | 10        | Happy                            | Sylvain White     | Noah Hawley                                               | 22. listopadu 2020 | XF004009  |
| 41           | 11        | Storia Americana                 | Dana Gonzales     | Noah Hawley                                               | 29. listopadu 2020 | XFO04010  |

### Pátá řada
V únoru 2022 získal seriál pátou řadu.